# Ein Mann schlägt zurück
Ein Mann schlägt zurück (Originaltitel: Il cittadino si ribella) ist ein italienischer Kriminalfilm aus dem Jahr 1974. Enzo G. Castellari inszenierte Franco Nero in der Hauptrolle. Der Film lief am 27. Juni 1975 in Kinos des deutschsprachigen Raumes an.

## Handlung
Während eines Banküberfalls wird der Ingenieur Antonelli von drei Gangstern als Geisel genommen, schwer misshandelt und verletzt zurückgelassen. Da die Polizei machtlos mit den Achseln zuckt, sucht er die Verantwortlichen auf eigene Faust. Dabei benutzt er den Kleinkriminellen Tommy, den er mit Fotos erpresst, um an Waffen und zu Kontakt zur Unterwelt mittels eines fingierten Coups zu kommen. Tatsächlich gelingt es ihm, die drei Verbrecher aufzuspüren; die herbeigerufene Polizei findet ihr Versteck jedoch verlassen vor. Offenbar wurden sie aus der Mitte der Polizei heraus gewarnt. Mit Hilfe des mittlerweile befreundeten Tommy täuscht Antonelli seine eigene Entführung vor, um die Polizei zum Eingreifen zu zwingen. Dabei durchstreifen Antonelli und Tommy die bekannten Plätze der Unterwelt und treffen erneut auf die Gangster, die einen Mordanschlag versuchen. In einer verlassenen Lagerhalle findet die Konfrontation statt, bei der die drei Verbrecher, aber auch Tommy, ihr Leben verlieren. Um andere von Selbstjustiz abzuhalten, wird der Erfolg, den Fall abgeschlossen zu haben, in einer Erklärung der Polizei zugeschrieben.

## Kritik
Michael Cholewa betont in seinem Genreüberblick, dieser Film weiche „sehr von den üblichen Castellari-Reißern ab“ und setze auf „einen zerbrechlichen, introvertierten Charakter“ als Protagonisten. Sämtliche Figuren und Handlungen seien das „Resultat einer verrohten und dezivilisierten Gesellschaft“. Das Lexikon des internationalen Films differenzierte nicht und urteilte, es sei ein „ebenso brutaler wie fragwürdiger Selbstjustizfilm“. Ebenfalls nicht begeistert war „M.C.“, der schrieb, der Film erzähle seine Ereignisse müde und mische kurze, intensive Action- und Gewaltszenen mit langweiligen stereotypen Szenen.

## Bemerkungen
Die deutschsprachige Videoveröffentlichung unter dem Titel Ein Bürger setzt sich zur Wehr war mit 73 Minuten Laufzeit erheblich gekürzt.
Filmlieder sind Dune Buggy (gesungen von den De Angelis-Brüdern als „Oliver Onions“), Good-bye My Friend und Drivin' All Around (beide von Susi und Guy, das sind „Susan Duncan-Smith“ und „Cesare De Natale“). Der Soundtrack erschien auf CD GDM CLUB 7007.
Gedreht wurde in Genua; das Einspielergebnis in Italien betrug 408 Millionen Lire.